# فادايز يعقوب باميلا (مغني)
فادايز يعقوب باميلا (بالليتوانية: Vaidas Baumila)‏ (من مواليد 28 مارس 1987 في فيلنيوس) هو مغني ليتواني . كان يمثل ليتوانيا في مسابقة الأغنية الأوروبية عام 2015، مع مونيكا لينكينتي في أغنية «هذه المرة». . في عام 2014 وصل إلى الجولة النهائية لاختيار يوروفيجن ليتوانيا حيث انتهى به المطاف في المركز الثالث.

## روابط خارجية
- فادايز يعقوب باميلا على موقع IMDb (الإنجليزية)
- فادايز يعقوب باميلا على موقع ميوزك برينز (الإنجليزية)
- فادايز يعقوب باميلا على موقع أول ميوزيك (الإنجليزية)
- فادايز يعقوب باميلا على موقع ديسكوغز (الإنجليزية)
- فادايز يعقوب باميلا على موقع قاعدة بيانات الفيلم (الإنجليزية)